# Iskanderkul
Der Iskanderkul (tadschikisch Искандаркӯл; russisch Искандеркуль) ist ein Moränensee in den Bergen von Tadschikistan (Zentralasien).
Der Iskanderkul liegt am Nordhang des Hissargebirges im Süden der Provinz Sughd. Der 3,4 km² große See liegt auf einer Höhe von 2195 m. Seine maximale Tiefe beträgt 72 m. Zuflüsse sind Saritag im Südwesten und Chasormetsch im Südosten. Der Iskanderdarja, der linke Quellfluss des Fandarja, entwässert den Iskanderkul an dessen nordöstlichen Ufer. Somit befindet sich der See im Einzugsgebiet des Serafschan.
Entlang dem Iskanderdarja verläuft eine Zugangsstraße, die von der Fernstraße zwischen Duschanbe und Taschkent abzweigt. Der See ist touristisch erschlossen.
Der Name des Sees geht auf Alexander den Großen zurück, dessen Pferd der Legende nach im See ertrunken sein soll. Entsprechend ergibt sich das Wort Iskanderkul aus der persischen Aussprache des Namens Alexander, Iskander und dem tadschikischen Wort für See, kul. An den Ufern des Sees ist eine kleine Feriensiedlung untergebracht, die noch aus Sowjetzeiten stammt und von der Bevölkerung der Hauptstadt Duschanbe und der näheren Umgebungen des Sees in den Sommermonaten häufig frequentiert wird. Am gegenüberliegenden Ufer des Sees befindet sich das Ferienhaus des tadschikischen Präsidenten. Dieses Gebäude ist über die zum See führende Straße nicht, sondern nur über einen eigens angelegten Hubschrauberlandeplatz oder per Boot zu erreichen.
Dazu wurde der große Speisesaal der Ferienanlage Richtung Seeufer verlängert und ein Bootssteg angebaut. Das Befahren des Sees ist ohne Ausnahmegenehmigung aus Gründen des Artenschutzes untersagt. Am Seeufer befindet sich ein Vogelschutzgebiet.
Im Jahr 1870 kam der russische Forschungsreisende Alexei Fedtschenko an den See.